# (21370) 1997 TB28
(21370) 1997 TB28 è un asteroide troiano di Giove del campo greco. Scoperto nel 1997, presenta un'orbita caratterizzata da un semiasse maggiore pari a 5,200825 UA e da un'eccentricità di 0,075199, inclinata di 7,750493° rispetto all'eclittica. Ha un diametro di 29,196 km. Ha un'albedo di 0,052.